# Fächerschleifscheibe

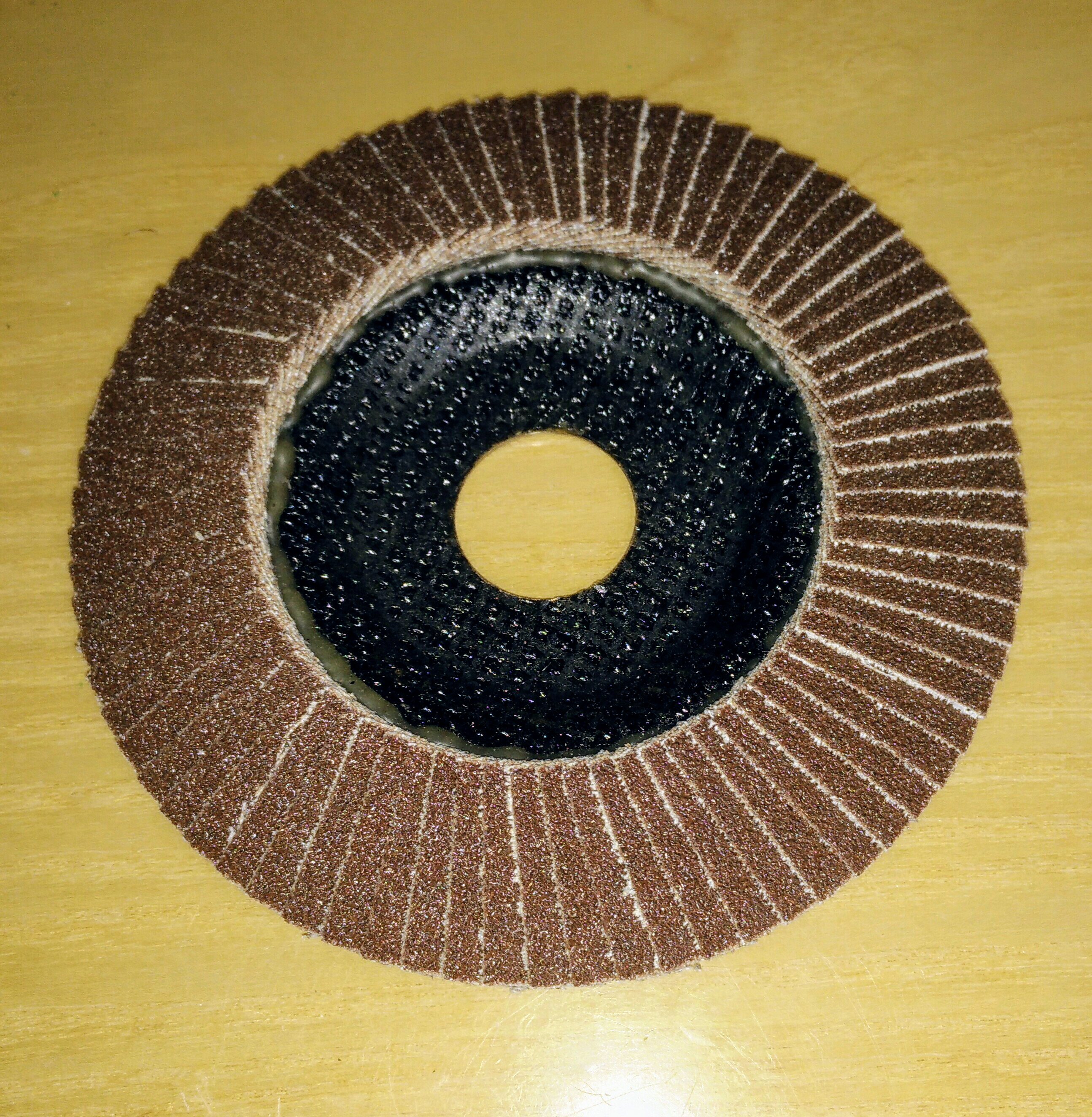
Neue Fächerschleifscheibe

Die Fächerschleifscheibe, auch Lamellenschleifscheibe, ist eine tellerförmige Schleifscheibe, bei der das Schleifmittel auf fächerförmig überlappenden Lamellen kreisringförmig aufgebracht ist.
1972 wurde sie – damals als „Schleifmopteller“ der Firma Klingspor – zur Serienreife gebracht. Auch andere Unternehmen (TAF, Gerd Eisenblätter GmbH und 3M) beanspruchen diese Entwicklung für sich. Heute hat die Fächerschleifscheibe in der industriellen Metallbearbeitung die Schruppscheibe in vielen Bereichen verdrängt.

## Aufbau einer Fächerschleifscheibe
Fächerschleifscheiben bestehen aus Schleifmittellamellen auf Gewebeunterlage, die auf glasfaserverstärkten Kunstharztellern oder Glasgewebetellern überlappend radial angeordnet sind. Als Schleifkorn werden neben Zirkonkorund auch andere synthetische Korundarten eingesetzt. Die Anordnung der Lamellen gewährleistet hohe Flexibilität und gleichmäßig hohe Schleifleistung. Die Vorteile gegenüber der Schruppscheibe liegen in der höheren Aggressivität (Produktivität), im niedrigen Lärmpegel und dem gleichmäßigen Schliffbild bis zum restlosen Verbrauch des Werkzeugs. Vorteile gegenüber z. B. Vulkanfiberscheiben liegen in der höheren Standzeit und der besseren Schleifmitteleffizienz. In Fächerscheiben wird die Standzeit von Schruppscheiben mit zufälliger Kornorientierung mit der Aggressivität und Produktivität von Schleifmitteln auf Unterlage (Vulkanfiberscheiben) mit orientiertem Schleifkorn vereinigt. Ebenfalls ist die Hand-Arm-Belastung des Arbeiters durch geringere Vibration und ein weicheres Schleifen deutlich geringer. Fächerschleifscheiben sind besonders für den Grob- und Zwischenschliff geeignet. 
Sie werden auf allen Winkelschleifern ohne Stützteller eingesetzt. 
Anwendungsbeispiele sind das Bearbeiten von Schweißnähten, Entgraten, Entrosten und Gussputzen.